# Le Dorat
Le Dorat (okzitanisch: Le Daurat) ist eine französische Gemeinde mit 1.526 Einwohnern (Stand: 1. Januar 2022) im Département Haute-Vienne in der Region Nouvelle-Aquitaine. Sie gehört zum Arrondissement Bellac und zum Kanton Châteauponsac. Die Einwohner werden Dorachons genannt.

## Geographie
Le Dorat liegt etwa zwölf Kilometer nördlich von Bellac an der Brame. Umgeben wird Le Dorat von den Nachbargemeinden Oradour-Saint-Genest im Westen und Norden, Dinsac im Norden und Nordosten, Magnac-Laval im Osten, Saint-Ouen-sur-Gartempe im Süden sowie Saint-Sornin-la-Marche im Südwesten und Westen.
In der Gemeinde ktruze sich die früheren Nationalstraßen 142 (heutige D942), 675 (D675) und 712.

## Geschichte
Um 950 soll hier eine Kirche Saint-Michel ursprünglich entstanden sein; um 970 wurde dann um die Kirche herum das Stiftskapitel errichtet
Während des zweiten Hugenottenkrieges wurde die Stadt am 2. November 1567 von den Hugenotten erstürmt und verwüstet.

## Bevölkerungsentwicklung
| Jahr                       | 1962 | 1968 | 1975 | 1982 | 1990 | 1999 | 2006 | 2012 | 2020 |
| Einwohner                  | 2499 | 2497 | 2425 | 2338 | 2203 | 1963 | 1903 | 1733 | 1535 |
| Quellen: Cassini und INSEE |      |      |      |      |      |      |      |      |      |

## Sehenswürdigkeiten
- Stift Saint-Pierre, Monument historique
- Steintor, Monument historique, und Reste der früheren Befestigungsanlagen
- Domäne Escurat
- Brunnen Lapayrière
- Hotel La Pouge, Monument historique
- Hospiz Grandchamp, zwischen 1880 und 1885 erbaut, seit 2004 Monument historique

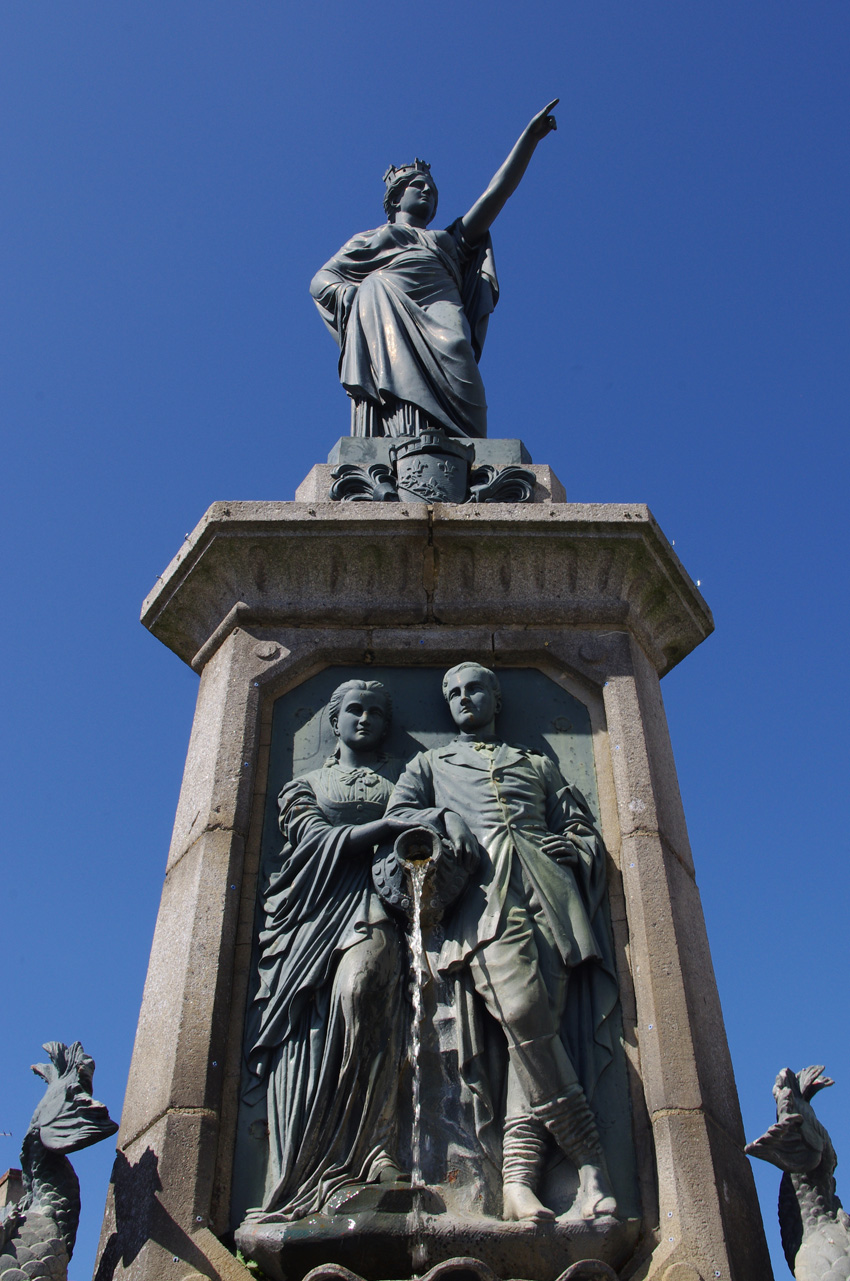
Brunnen Lapayrière
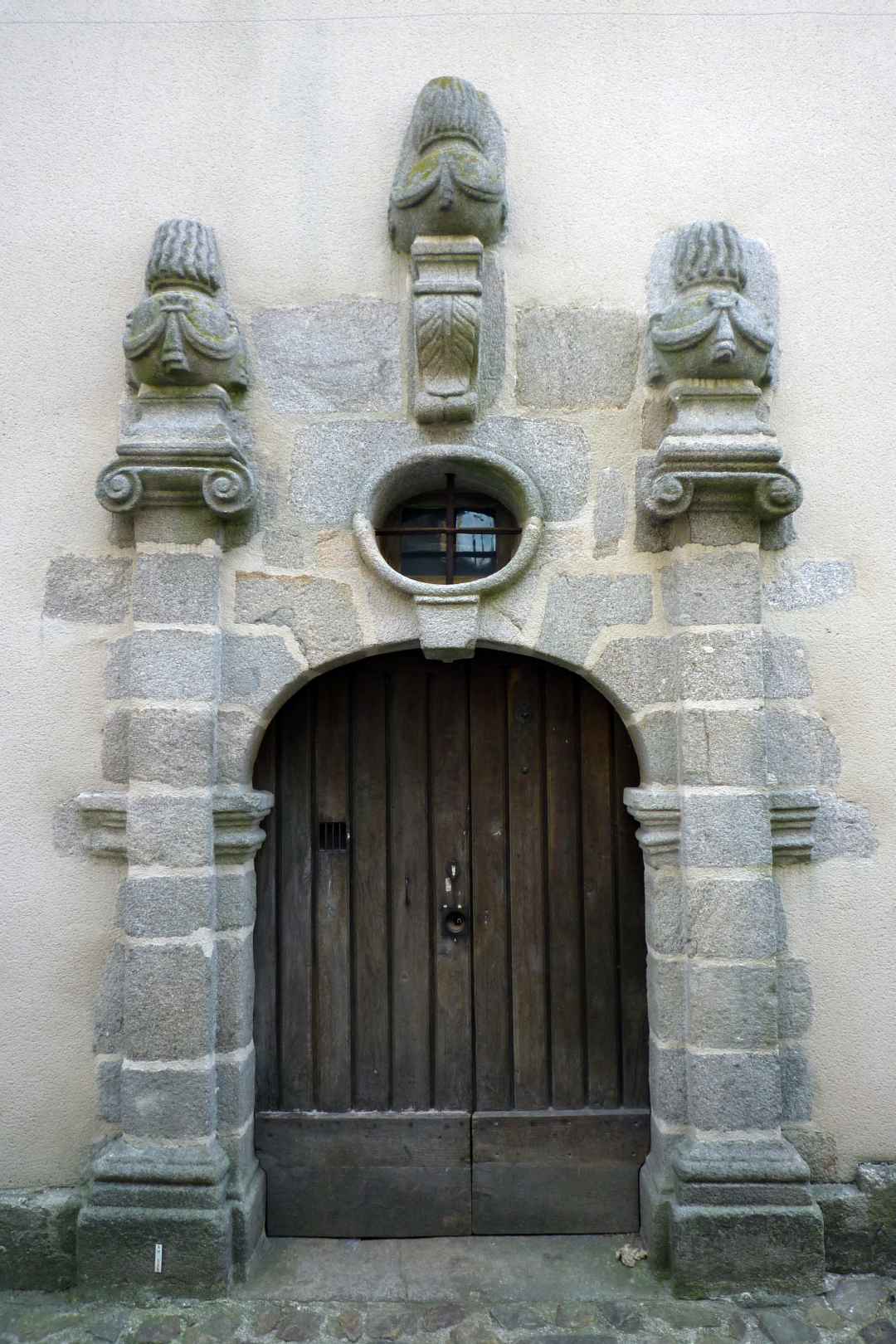
Tor des Hôtel La Pouge
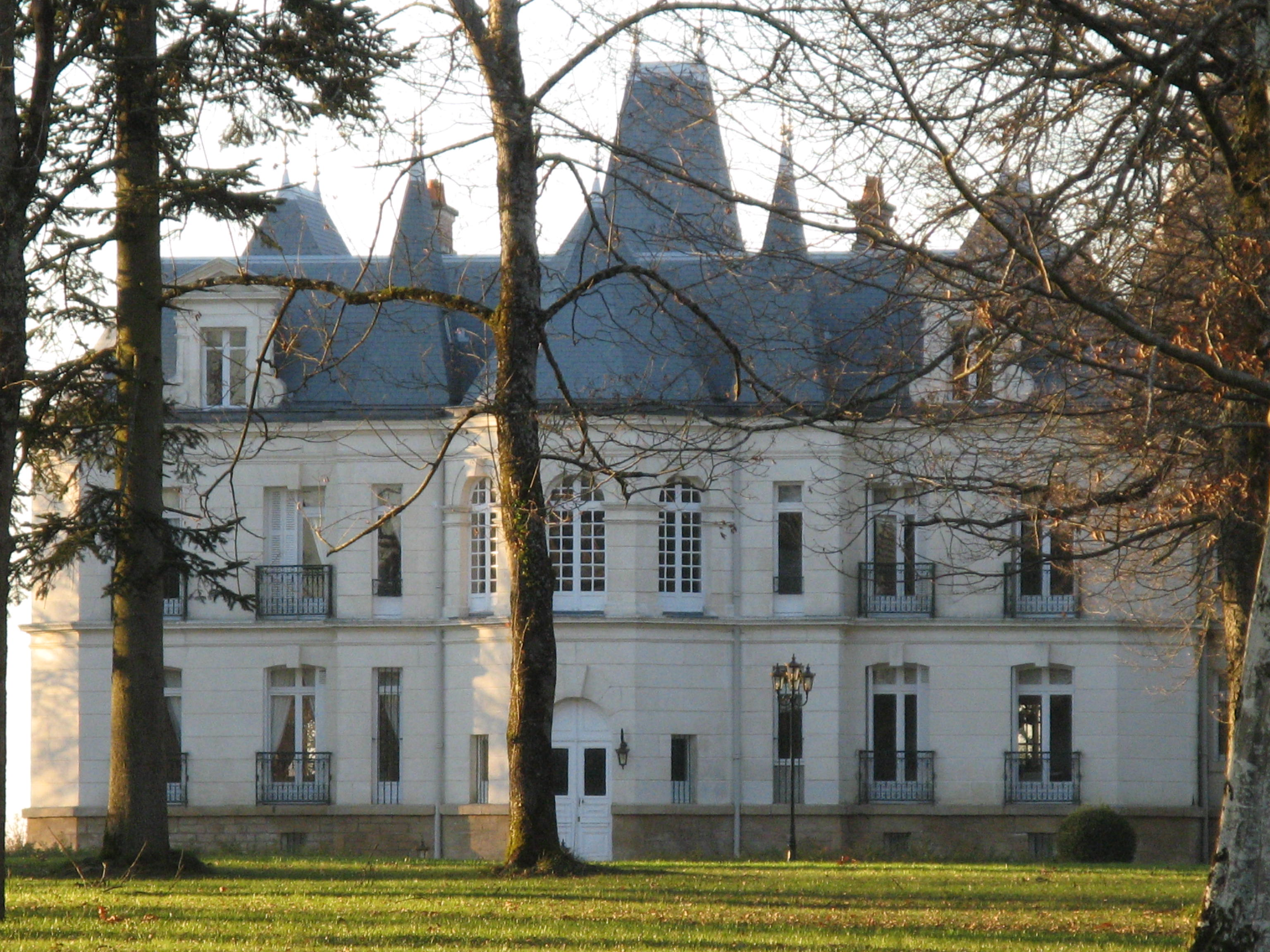
Domäne Escurat

## Persönlichkeiten
- Arthur de La Guéronnière (1816–1875), Vicomte, Politiker und Journalist
- Joseph Guillemot (1899–1975), Leichtathlet (5000 Meter), Olympiasieger 1920

## Gemeindepartnerschaften
Es bestehen Partnerschaften mit der spanischen Stadt Santillana del Mar in Kantabrien (seit 1986) und mit der französischen Stadt Wissembourg im Département Bas-Rhin (Elsass).